# Färid Mansurov
Färid Mansurov (azerbajdzjanska: Fərid Mansurov), född den 10 maj 1982 i Dmanisi, Georgien, är en azerbajdzjansk brottare som tog OS-guld i lättviktsbrottning i den grekisk-romerska klassen 2004 i Aten. 